# Düwag GT8 Typ Freiburg
Düwag GT8 Typ Freiburg – seria trójczłonowych przegubowych tramwajów z ośmioma osiami produkowanych przez zakłady Düsseldorfer Waggonfabrik w latach 1971–1991 dla Freiburger Verkehrs AG.

## Fryburg
Fryburg Bryzgowijski to dwustutysięczne miasto położone w Badenii-Wirtembergii w południowo-zachodnich Niemczech, niedaleko granic szwajcarskiej i francuskiej, które posiada komunikację tramwajową od 1901 roku.
Dnia 17 lutego 1970 roku władze Fryburga podjęły decyzję o przeznaczeniu funduszy na zakup dla lokalnej komunikacji miejskiej czterech jednokierunkowych, ośmioosiowych wagonów przegubowych typu GT8. Tramwaje zostały wyprodukowane przez zakłady Düwag z Düsseldorfu, a wykonanie aparatury i silników zlecono odpowiednio zakładom AEG i BBC. Cena jednostkowa wagonu wynosiła 625 tys. ówczesnych marek zachodnioniemieckich.

## Pierwsza seria

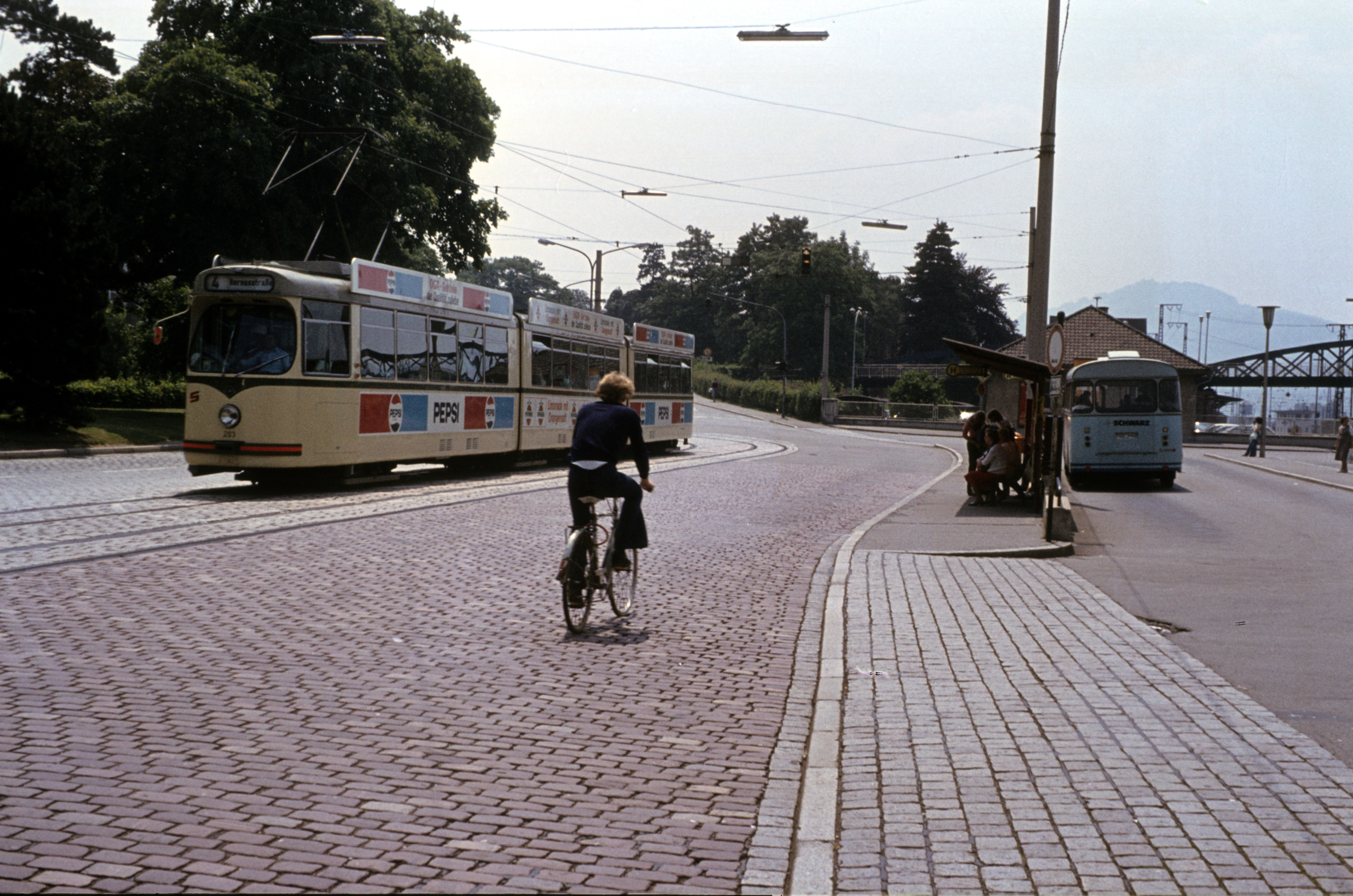
Wagon 203 w oryginalnym malowaniu we Fryburgu

Pierwszy tramwaj został dostarczony 25 października 1971 roku. Wagony otrzymały oznakowanie z nowego zakresu numeracji 201-204. Z uwagi na wiele różnic w porównaniu z produkowanymi przez Düwag wagonami ośmioosiowymi, tramwaje z Fryburga należy określać jako „GT8 Typ Fryburg”. Wyróżniały się przede wszystkim długością całkowitą. Wózki zostały inaczej rozmieszczone niż w dotychczasowych tramwajach. Wózki zostały usytuowane pod środkowym członem, a same przeguby nie posiadały podparcia i były niejako zawieszone w powietrzu. Kolejną różnicą jest umiejscowienie silników na każdym z wózków. Silniki w wagonach fryburskich posiadały moc 95 kW, co dawało moc łączną 380 kW, dzięki którym pojazdy mogły kursować na stromych trasach i szybko przyspieszały przy masie własnej 36 ton. Zastosowano tu dwa systemy prowadzenia. Pierwszy stanowił klasyczny rozruch przy użyciu nastawnika, który posiada 18 styków jazdy i tyle samo hamowania. 
Wagony tramwajowe posiadały system elektronicznego sterowania nastawnikiem o nazwie „Geamatic”. Pierwotnie system ten posiadał wagon tramwajowy 203, ale dostarczono aparaturę dla pozostały trzech tramwajów. Założenie działania tego układu polegało na zoptymalizowaniu rozruchu i hamowania dzięki uwzględnieniu przyczepności wagonu, na której spadek wpływ może mieć m.in. deszczowa pogoda, zalegający na szynach kurz i liście czy zły stan torowiska. W momencie wykrycie poślizgu kół, system samoczynnie uruchamia piasecznice dozując piasek, zwiększający tarcie. Przy włączonym systemie Geamatic rozruch jest dokonywany za pomocą dżojstika, wówczas rękojeść nastawnika musi być zdjęta. Czuwak nie znajduje się w płycie podłogowej, ale na pulpicie w formie przycisku. Opóźnienie naciśnięcia jest sygnalizowane sygnałem dźwiękowym, a dalsza zwłoka powoduje awaryjne zatrzymanie pojazdu. Wagony posiadają dodatkowe stanowisko do jazdy manewrowej z ograniczeniem prędkości do 30 km/h. Wyposażone są w hamulce elektrodynamiczne, szynowe oraz sterowane hydraulicznie hamulce tarczowe, służące do parkowania. Parkowanie następuje samoczynnie po przełączeniu na ostatni styk hamowania na nastawniku. Zarówno hamowanie, jak i rozruch wspomaga osiem piasecznic. Bryłę nadwozia zaczerpnięto z wyprodukowanej rok wcześniej serii dwudziestu sześcioosiowych wagonów dla Mannheim. Zrezygnowano z prostokątnych ekranów na numer linii, zmieniono profil dachu i umieszczono większe szyby w płatach drzwiowych. 
Ponadto lekkości nadały im panele reklamowe, zainstalowane już w pierwszych tygodniach służby, które były niejako przedłużeniem burt i maskowały obły profil dachu. Wagony tramwajowe posiadały pojedynczy reflektor górny i klasyczne malowanie w kolorze beżowym z zielonym pasem podokiennym. Wagon tramwajowy 203 posiadał pierwotnie w ramach testów jednoramienny odbierak prądu, choć po uszkodzeniu w pierwszym roku eksploatacji został on zastąpionym standardowym pantografem nożycowym, takim, jakie od początku miały pozostałe wagony. Tramwaje z Fryburga nie posiadają klasycznych sprzęgów, a zostały jedynie wyposażone w sztywny hol samochodowy, przechowywany w szafce naprzeciwko drzwi w środkowym członie. Nadwozie posiada pięcioro szerokich, dwuskrzydłowych drzwi, pozwalających na swobodną wymianę pasażerów. Dzięki odpowiedniemu wyprofilowaniu stopni uniknięto nieestetycznych wycięć w płatach drzwiowych, dotychczas spotykanych w tramwajach Düwaga. Przytrzaśnięciu pasażera zapobiegają czujniki znajdujące się w uszczelkach drzwi oraz tzw. „miękki stopień” w drzwiach. Drzwi mogą być otwierane bezpośrednio przez prowadzącego pojazd, lub przez pasażerów przy pomocy przycisków. Dodatkowo przy drzwiach znajdują się przyciski dla osób z wózkiem dziecięcym, które po naciśnięciu uniemożliwiają zamknięcie się drzwi, Możliwe jest to dopiero po wciśnięciu przez motorniczego klawisza zwalniającego blokadę, umieszczonego na pulpicie. Przestronne wnętrze wagonu tramwajowego wyposażono w 89 łatwych w utrzymaniu siedzisk dla pasażerów, wykonanych z tworzywa sztucznego, zwróconych naprzeciwko siebie, w tym 29 ławek podwójnych i 31 siedzeń pojedynczych. Poza tym wagony GT8 Geamatic mogą pomieścić 205 pasażerów stojących, co łącznie daje 294 osób. Ponadto naprzeciwko drugich i trzecich drzwi przewidziano miejsca dla wózków dziecięcych. Ogrzewanie wnętrza zapewnia sześć dmuchaw podwieszonych pod siedzeniami. Dodatkowo kanałami wentylacyjnymi może być dostarczane powietrze nagrzewane opornikami rozruchowymi, znajdującymi się pod płytą podłogową. Wagony tramwajowe przydzielono do zajezdni północnej Betriebshof Nord przy ulicy Komturstraße. Pierwszy wagon tramwajowy 201 uruchomiono 11 listopada 1971 roku i razem z kolejnym wagonem tramwajowym 202 wprowadzono do eksploatacji 4 grudnia 1971 roku. Po uruchomieniu wagonu tramwajowego 204 na początku 1972 roku wycofano ze stałej eksploatacji i przesunięto do rezerwy ostatnie przedwojenne wagony dwuosiowe we Fryburgu oraz nastąpiła likwidacja obsługi konduktorskiej. Pasażerowie mogli kupować bilety w kioskach lub u motorniczego, o czym informował napis Kasse na pierwszych drzwiach, a bilety należało kasować w kasownikach, o czym przypominała litera S z przodu wagonu, oznaczająca słowo Selbstbedienung, czyli samoobsługę. 
Podczas pierwszego remontu w latach 1977–1978 zmianie uległ układ świateł z tyłu wagonu. Zdemontowano wówczas centralnie położony kierunkowskaz sygnalizujący właściwie sam manewr skrętu bez określenia kierunku i boczne, czerwone światła odblaskowe, a w zamian zainstalowano kierunkowskazy po bokach i czerwone światła mijania. W pierwszej połowie lat 80. w miejscu ogromnego reflektora głównego z przodu zamontowano dwa mniejsze. Usunięto wówczas również duży reflektor z tyłu wagonu, a w zamian zamontowano światła wsteczne po bokach oraz odblaskowe na zderzaku. W ramach naprawy głównej zmieniono malowanie wagonów tramwajów. W połowie lat 80. ubiegłego wieku, w związku z rosnącymi potokami pasażerskimi, na tylnym pomoście usunięto cztery miejsca siedzące celem zwiększenia powierzchni dla osób stojących. Pod koniec lat 90. zaczęto instalować automaty biletowe przy drugich drzwiach. Właściwie od samego początku na wszystkich wagonach GT8 z pierwszej serii umieszczone były reklamy, zarówno na panelach dachowych, jak i na pasach na burtach, choć nigdy nie posiadały one reklam całopojazdowych. Prawdziwym fenomenem okazał się wagon tramwajowy 201, który od początku aż do samego końca reklamował jedną firmę – Breisgau-Milch. Po wycofaniu z eksploatacji wagonów i wystawieniu na sprzedaż kupcem czterech wagonów GT8 Geamatic okazała się firma SIM-Industrietechnik GmbH z Salzgitter, położone w Dolnej Saksonii w północnych Niemczech, od wielu lat specjalizująca się w pośrednictwie sprzedaży używanych wagonów tramwajowych. 
Wszystkie wagony skierowano do linii 4 Littenweiler – Hornausstraße, jedynej posiadającej wtedy pętle na obu końcach. Wagony te kursowały niemal wyłącznie na linii 4 przez dwanaście lat. Wyjątek stanowiły jedynie specjalne kursy na innych trasach, uruchamianie w związku z meczami piłkarskimi i imprezami targowymi. Sytuacja zmieniła się w grudniu 1983 roku, gdy po reorganizacji układu linii skierowano je na nową linię 1 Littenweiler – Paduaallee, wydłużoną w 1985 roku Landwasser. 
W latach 90. można je było spotkać również na innych liniach. W 1993 roku został przeniesione do nowej zajezdni zachodniej Betriebshof West przy ulicy Besanconallee. Schyłek eksploatacji wagonów GT8 Geamatic miał nastąpić w 2000 roku, po dostawie nowych tramwajów Siemens Combino. I faktycznie po ich dostarczeniu jeszcze przez krótki okres kursowały na linii 1, po czym wykorzystywano je już wyłącznie jako dodatki na mecze piłkarskie. Uroczyste pożegnanie tramwajów odbyło się 19 sierpnia 2001 roku. Wagony wycofano z eksploatacji i odstawiono w zajezdni, ale nie poddano kasacji z racji dobrego stanu. Niespodziewanie trzy lata później okazało się, że fryburska historia miała jeszcze swój epilog. W 2004 roku podczas kryzysu związanego z wykrytą w wagonach Combino wadą fabryczną i ich czasowym odstawieniem, trzy wagony Geamatic wróciły do służby oprócz wagonu tramwajowego 201, który zdyskwalifikowano ze względu na znaczne zużycie obręczy kół. Można je było spotkać na linii 1, jak również na wszelkich kursach dodatkowych. Ostatecznie wagony Geamatic zakończyły eksploatację we Fryburgu na przełomie października i listopada 2004 roku i zostały ponownie odstawione. Drugie pożegnanie tramwajów, tym razem definitywne, choć mniej uroczyste odbyło się 22 lipca 2005 roku, a wkrótce potem zostały sprzedane. Podczas ponad trzydziestoletniej eksploatacji we Fryburgu wagony były poddawane remontom kapitalnym i przechodziły drobne modernizacje. Każdy z czterech wagonów przeszedł cztery naprawy główne, wykonywane średnio co siedem lat.
Jako pierwszy do Salzgitter przetransportowano wagon tramwajowy 201, co miało miejsce 13 września 2005 roku, a następnie wagon tramwajowy 202 przetransportowano 4 października 2005 roku. Do transportu wykorzystano samochodowe naczepy niskopodwoziowe. Stutysięczne Salzgitter nie posiada sieci tramwajowej, tak więc wagony ustawiono na kilkudziesięciometrowych torach tymczasowych. Jak się później okazało, z racji ograniczonego miejsca, przy nieprzeciętnej długości fryburskich GT8, więcej wagonów nie zmieściło się na terenie firmy i pozostałe wagony musiały zostać we Fryburgu. W tym czasie trwały już negocjacje z ewentualnymi nabywcami. Choć sprawa owiana jest tajemnicą, to najprawdopodobniej na początku 2006 roku firma SIM-Industrietechnik doszła do porozumienia w sprawie sprzedaży wagonów do jednego z polskich miast. 

### Łódź

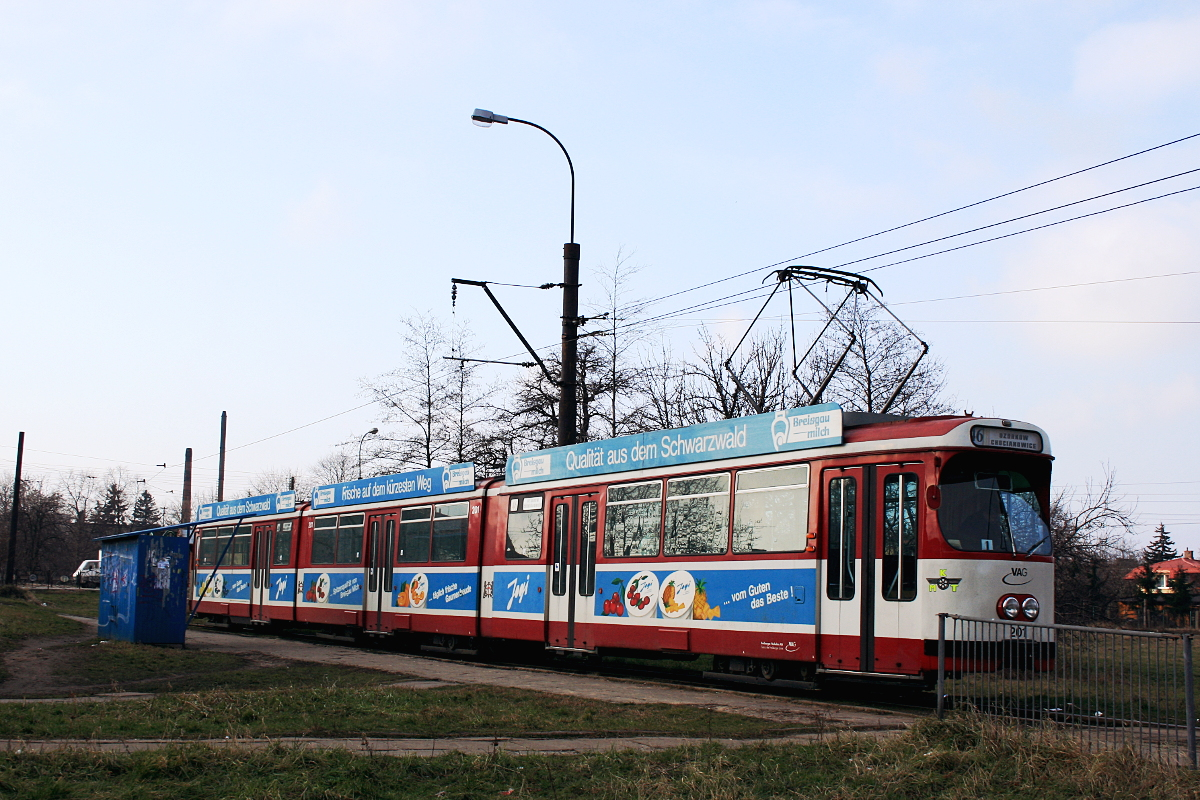
GT8 o numerze 201 na linii 46 w Ozorkowie

W konsekwencji wysłano do naszego kraju jeden z dwóch pozostających jeszcze we Fryburgu wagonów GT8. Wagon tramwajowy 204 wyruszył do Polski 3 marca 2006 roku. Z niewyjaśnionych przyczyn nie dotarł jednak do miejsca przeznaczenia i ostatecznie został wyładowany na terenie Międzygminna Komunikacja Tramwajowa, chcącej zastąpić wyeksploatowany tabor serii 803N. W tym celu już wcześniej nawiązano współpracę z SIM-Industrietechnik GmbH. Choć w tamtym momencie celem poszukiwań były głównie dwukierunkowe wagony serii M i skłaniano się ku zakupowi wagonów M8S w Essen, to wobec propozycji umożliwienia bezpłatnych jazd próbnych oraz odstąpienia od kosztów transportu przez niemieckiego pośrednika, zarząd zdecydował sprowadzić na teksty eksploatacyjne do Łodzi jeden z wagonów GT8 Geamatic. Ustalono wówczas, że będzie to ostatni z pozostających we Fryburgu wagon 203. Wagon tramwajowy opuścił Fryburg w dniu 16 marca 2006 roku. Ściągnięcia z naczepy dokonano przy ul. Łęczyckiej w Zgierzu, wykorzystując dogodne ukształtowanie terenu z dogodnym spadkiem, a do zajezdni wagon odholowano przy pomocy historycznego 5N 154, stacjonującego na co dzień w Helenówku. Uruchomienie wagonu całkowicie odmiennego od eksploatowanych dotychczas przez przedsiębiorstwo wagonów zajęło ponad miesiąc, choć większość tego czasu upłynęła na oczekiwaniu na przedstawiciela SIM-Industrietechnik, który przez przystąpieniem do jakichkolwiek działań miał przeprowadzić trzydniowe szkolenie pracowników warsztatów w obsłudze wagonów. Przed rozpoczęciem jazd próbnych konieczne okazało się przygotowanie specjalnego sprzęgu z głowicą Alberta dającego się w razie potrzeby w łatwy sposób zamontować przy pomocy trzpienia do zderzaka. Odtąd sprzęg trzymany jest w szafce w środkowym module, razem z będącym na wyposażeniu wagonów holem sztywnym, który może być użyty w razie holowania się dwóch wagonów GT8. Pierwszy raz polski przewoźnik musiał się zmierzyć z tak długim wagonem tramwajowym, toteż mając to na uwadze pierwsze jazdy próbne odbywały się nocami, najpierw 5/6 maja 2006 roku na trasie z zajezdni do Ozorkowa, a sześć dni później po łódzkiej części linii 46 z Helenówka do Chocianowic. W następnych tygodniach wagon tramwajowy 203 testowano jeszcze kilkakrotnie w normalnym ruchu dziennym, choć wyłącznie po trasie linii 46. Okazało się, iż ośmioosiowy tramwaj całkiem dobrze radzi sobie na łódzkich torach. Stwierdzono także, iż wątpliwe jest wyminięcie się dwóch wagonów tego typu na mijance przy ulicy Łódzkiej w Zgierzu, na której odcinek toru równoległego wynosi zaledwie 28 metrów. Oczekiwano na formalne dopuszczenie, które przyznano 12 czerwca. Dostosowanie wagonu do polskich przepisów wymagało właściwie założenia świateł odblaskowych na burtach. Po dokonaniu koniecznych napraw rozjazdów, wyposażony w kasowniki i promiennik podczerwieni do sterowania zwrotnicami, wagon 203 wprowadzono do eksploatacji w dniu 29 czerwca jako pociąg 46/6. Tak oto zaczęły się dwumiesięczne testy eksploatacyjne, które miały sprawdzić przydatność GT8 z Fryburga na podmiejskiej linii 46 i w konsekwencji przesądzić o kwestii jego zakupu przez spółkę. Tymczasem władze spółki wciąż upatrywały następców serii 803N w wagonach typu M8S. Dnia 10 lipca przejęto nawet na próbę od innego łódzkiego przewoźnika zajmującego się komunikacją tramwajową dwukierunkowy wagon esseński M8S. Okazało się jednak, że już w drugim dniu testów uległ on poważnej awarii wyłączającej go z ruchu na długie tygodnie, tymczasem kursujący niemalże codziennie GT8 Geamatic był praktycznie bezawaryjny. 
Wagon fryburski został bardzo pozytywnie przyjęty przez motorniczych, którym oferował lepsze warunki pracy, i pasażerów ze względu na cichy bieg, stabilną jazdę i dużą liczbę miejsc siedzących. Obsługa warsztatowa ograniczała się niemal wyłącznie do uzupełniania piasku w piasecznicach i comiesięcznych przeglądów kontrolnych. W tej sytuacji w sierpniu zdecydowano o sprowadzeniu do Łodzi pozostałych trzech wagonów GT8 Geamatic. Zakup sfinansowano z kredytu bankowego, który zaciągnięto na okres pięciu lat. Łączny koszt nowych nabytków wraz z transportem wyniósł 733 tys. zł, czyli średnio 183 tys. zł za wagon. Wagon 203 wpisano do ewidencji w dniu 31 sierpnia 2006 roku. W pierwszej połowie września zamalowano na biało niemieckie reklamy na burtach i panelach dachowych, a w zamian umieszczono logo spółki i napisy zachęcające do kupowania biletów miesięcznych. W takim malowaniu wagon tramwajowy 203 pierwszy raz opuścił zajezdnię 17 września na przejazd specjalny z okazji Europejskiego Tygodnia Zrównoważonego Transportu. Przyjazd kolejnych wagonów opóźnił się nieco w związku z brakiem wolnych terminów u firm transportowych. Ostatecznie skorzystano z firmy Universal Transport, która była w stanie przewieźć wagony w październiku. Czas oczekiwania na wagony wykorzystano na przeszkolenie kilku pracowników zaplecza w zakresie wykonywania przeglądów kontrolnych wagonów, które zorganizowała nieodpłatnie firma SIM-Industrietechnik we Fryburgu. Dnia 9 października 2006 roku Salzgitter opuścił wagon 201, który dotarł do Łodzi już dwa dni później w nocy. Następnie przywieziono stacjonujący pod Poznaniem wagon tramwajowy 204 z Fryburga, a jako ostatni przechowywany w Salzgitter wagon 202 z Fryburga, co nastąpiło 19 października 2006. Wszystkie trzy wagony wyładowano nazajutrz po przybyciu na terenie zajezdni Helenówek. Już 27 października wszystkie wagony otrzymały dwuletnie dopuszczenie do ruchu, a dzień później odbyły się pierwsze jazdy próbne, z czego przed południem na trasie Helenówek – Ozorków, a w nocy Helenówek – Chocianowice. Zarząd spółki zadecydował o pozostawieniu fryburskiej numeracji wagonów oraz dotychczasowego malowania, mimo że było odmienne od obowiązującego, na co z pewnością miał wpływ doskonały stan powłoki lakierniczej. Kilka dni później po zamontowaniu kasowników i umieszczeniu naklejek informacyjnych dla pasażerów oraz rolek z filmami, wprowadzono je do ruchu w jednym tygodniu. Do każdego wagonu przydzielono do obsługi na stałe parę motorniczych. Od tego czasu wagony GT8 kursują wyłącznie w dni powszednie, zwykle do godziny 20, po czym są podmienianie przez tramwaje 803N. Poczyniono tak z racji ich znacznej pojemności, która w weekendy i w godzinach wieczornych zdecydowanie przewyższa zapotrzebowanie oraz ze względów bezpieczeństwa, by ograniczyć możliwość aktów wandalizmu. Wagony z Fryburga wystawiane są do obsługi linii w takim układzie brygad, by nie spotkały się na mijance w Zgierzu, choć doświadczenie nabyte w sytuacjach awaryjnych pokazało, że przy maksymalnym zachowaniu ostrożności i precyzji wyminięcie w tym miejscu jest możliwe. Dotychczasowa eksploatacja pokazała, że wagony tramwajowe są niemal bezawaryjne. Właściwie zanotowano jedną usterkę, przy której zawinił nie tramwaj, a czynnik ludzki. W dniu 28 marca 2007 roku przy ulicy Pabianickiej w Łodzi na skutek przegrzania się oporników rozruchowych i zignorowania, w wyniku nieporozumienia, informującej o tym kontrolki na pulpicie motorniczego, doszło do nadpalenia przewodów izolacji elektrycznej w wagonie tramwajowym 204 z Fryburga. Choć sytuacja wyglądała groźnie i zakończyła się akcją Straży Pożarnej, wezwanej z powodu zadymienia, to po dwutygodniowej przerwie, podczas której dokonano przeglądu i wymiany instalacji elektrycznej, wagon tramwajowy wrócił do eksploatacji.
W przybyłych w październiku trzech wagonach tramwajowych GT8 nie usunięto niemieckich reklam zaraz po wpisie do ewidencji, gdyż nie było na to czasu. Czyniono to stopniowo, jedynie przy okazji prac serwisowych, początkowo zdejmując afisze z samych burt. Sytuacja zmieniła się radykalnie na początku marca po publikacji w prasie lokalnej, w której skrytykowano niemieckojęzyczne napisy na burtach i wewnątrz wagonów, spółka nakazała usunąć fryburskie reklamy. Wygląd wagonów tramwajowych 201 i 202 został ujednolicony z malowaniem wagonu tramwajowego 204, który posiadał czerwone pasy na burtach jako podkład pod reklamę. W wagonach tramwajowych 201 i 202 niemieckie napisy zaklejono czerwoną folią, a z wagonu tramwajowego 204 usunięto białe naklejki, zaś czerwony podkład pozostał. Mimo tych zabiegów do dziś na wagonach tramwajowych 201 i 202 zachowało się logo niemieckiego przewoźnika, a na przegubach wagonów tramwajowych historyczny herb fryburskich tramwajów. Jak dotychczas przeprowadzono drobną modyfikację w układzie elektrycznym dwóch wagonów. W styczniu w wagonach tramwajowych 202 i 204 wymieniono przetwornice zasilające obwody pomocnicze i oświetlenie na nowe przetwornice statyczne. Poczyniono tak w związku z niedostateczną tolerancją spadków napięcia, szczególnie częstych na odcinku podmiejskim, przez dotychczasowe urządzenia. Przy napięciu w sieci poniżej 520 V zdarzały się kłopoty z otwieraniem drzwi, oświetleniem wnętrza czy działaniem systemu Geamatic. Nowe przetwornice tolerują napięcie zasilania wynoszące zaledwie 420 V. Dla wagonów tramwajowych 201 i 203 przetwornice także już są dostarczone i wkrótce zostaną zamontowane. Przed przybyciem wagonów tramwajowych z Fryburga w 2006 roku tabor pasażerski spółki stanowiło 19 tramwajów 803N, w tym 15 wagonów po modernizacji nadwozia. W ogólnym rozrachunku przyjęcie na stan czterech GT8 poskutkowało wycofaniem z ruchu tylko jednego klasycznego 803N i odstawieniem pierwszego po modernizacji. Dzięki temu rezerwa liniowa zwiększyła się o dwa pojazdy. Tramwaje GT8 są obecnie po likwidacji spółki wycofane z eksploatacji i oczekują na złomowanie.

## Druga seria

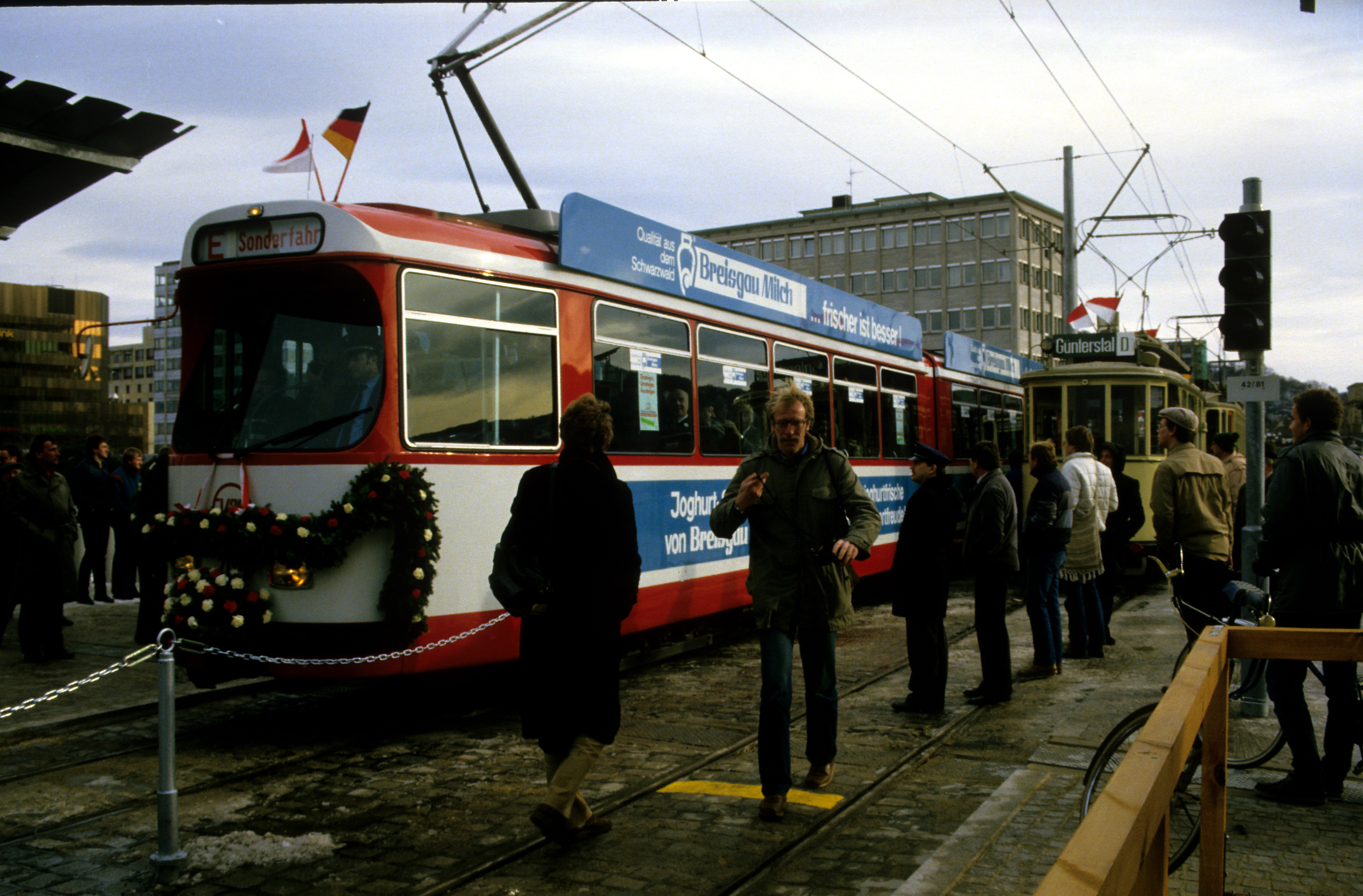
inauguracyjny przejazd wagonu GT8

Po dobrych doświadczeniach z czterema prototypami i decyzją o rozbudowie sieci tramwajowej pod koniec lat 70. zamówiono 10 nowych tramwajów. Zostały one wprowadzone do użytku w 1981 i 1982 roku i miały numery 205-214. Pomalowano je według nowej kolorystyki w czerwono-białe barwy i otrzymały w porównaniu do poprzednich tramwajów dwa przednie reflektory.
Tramwaje miały szerokość całkowitą wynoszącą 2320 mm. Dzięki temu można było zamontować wygodniejsze kabiny motorniczego. Szerokość nie przeszkadzała wagonom przejechać przez Schwabentor. Zamontowano podwójne siedzenia dzięki czemu uniknięto układu siedzeń 1+2 spotykanego w popularnych tramwajach.
Wagony tramwajowe posiadały już tylko wyłącznie system elektronicznego sterowania nastawnikiem o nazwie Geamatic. Pierwotnie system ten posiadał wagon tramwajowy 203, ale dostarczono aparaturę dla pozostałych trzech tramwajów. Założenie działania tego układu polegało na zoptymalizowaniu rozruchu i hamowania dzięki uwzględnieniu przyczepności wagonu.

## Trzecia seria
Po dobrych doświadczeniach z poprzednimi wagonami i decyzją o rozbudowie sieci tramwajowej pod koniec lat 80. zamówiono 11 nowych tramwajów. Zostały one wprowadzone do użytku w 1990 roku i miały numery 221-231. Wagony tramwajowe wyposażono w niskopodłogowy człon środkowy.

## GT8 Z

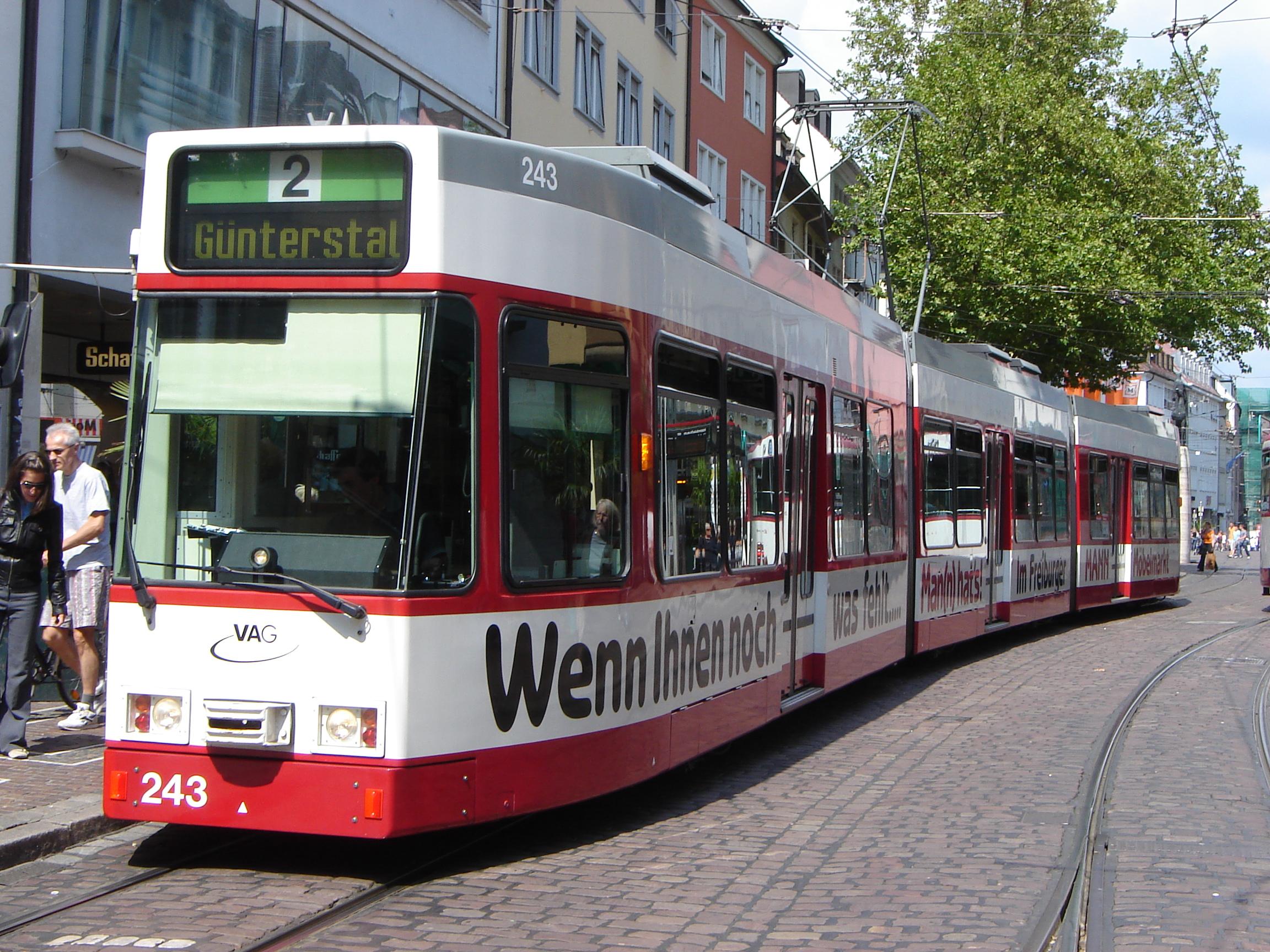
Tramwaj GT8Z na linii 2

Wcześniej nabyte wagony tramwajowe GT8 były jednokierunkowe. Fryburg posiada linie tramwajowe bez pętli zwrotnych. Z tego powodu nie można było zrezygnować z pojazdów dwukierunkowych. Wagon tramwajowy GT4 produkowany w latach 1962–1968 nie był już technicznie nowoczesny.
Pod koniec lat 90. zamówiono 27 tramwajów nowej konstrukcji GT8DMNZ. Zostały one wprowadzone do użytku w 1994 roku i miały numery 241–266. Wagony tramwajowe GT8DMNZ posiadają 73% niskiej podłogi oraz silniki trójfazowe. Wagony te charakteryzują się wysokim komfortem. Stare wagony GT4 zostały sprzedane do innych niemieckich miast.
Od pierwotnie planowanych zamówieniach dodatkowych pojazdów tego typu zrezygnowano ze względu na wysoki koszt oraz zamówione 18 wagonów tramwajowych typu Combino.